# Lippling
Lippling is een plaats in de Duitse gemeente Delbrück, deelstaat Noordrijn-Westfalen, en telt 2.183 inwoners (31 december 2019).
Dicht bij het eigenlijke dorp ligt  Wohnpark Lippling , een vakantiehuisjespark. Ten noordoosten van het dorp ligt een klein terrein voor lokaal midden- en kleinbedrijf.

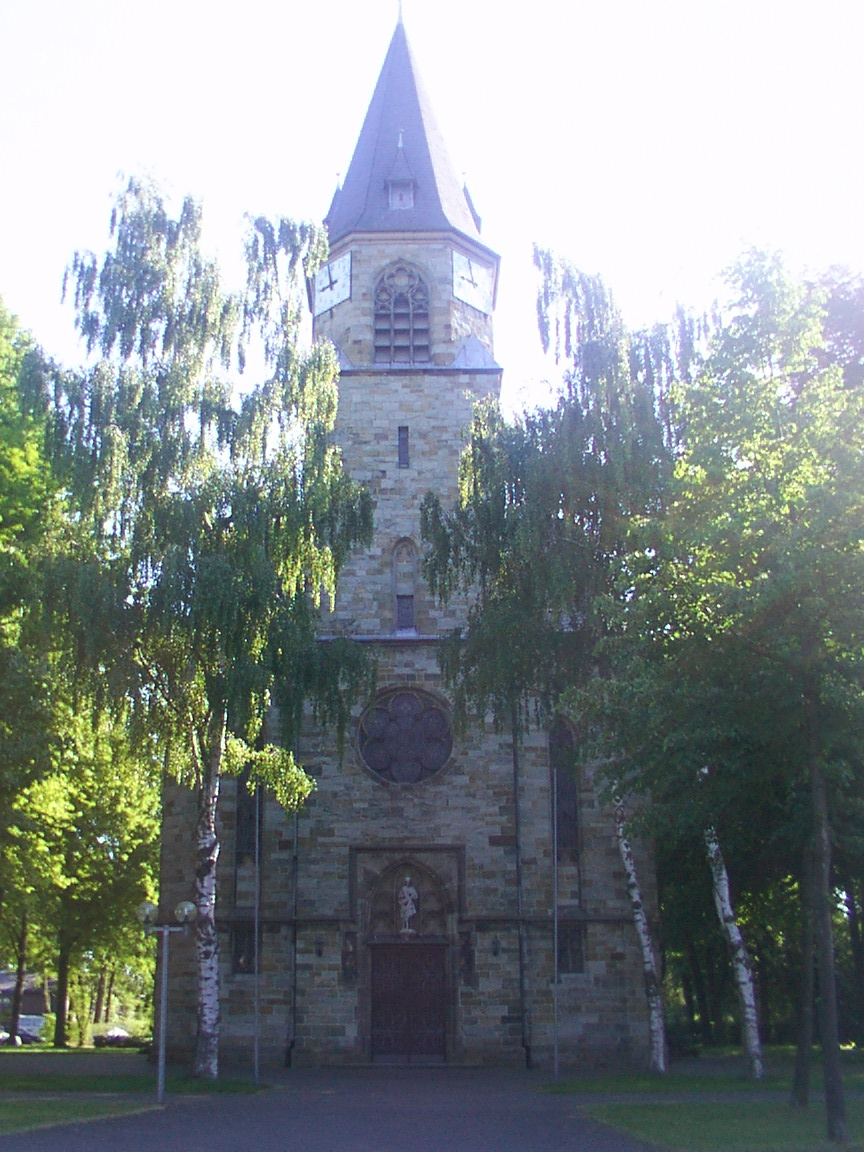
R.K. Heilig-Hartkerk (Herz-Jesu-Kirche) van Lippling (bouwjaar kerk: 1900; toren: 1912.)
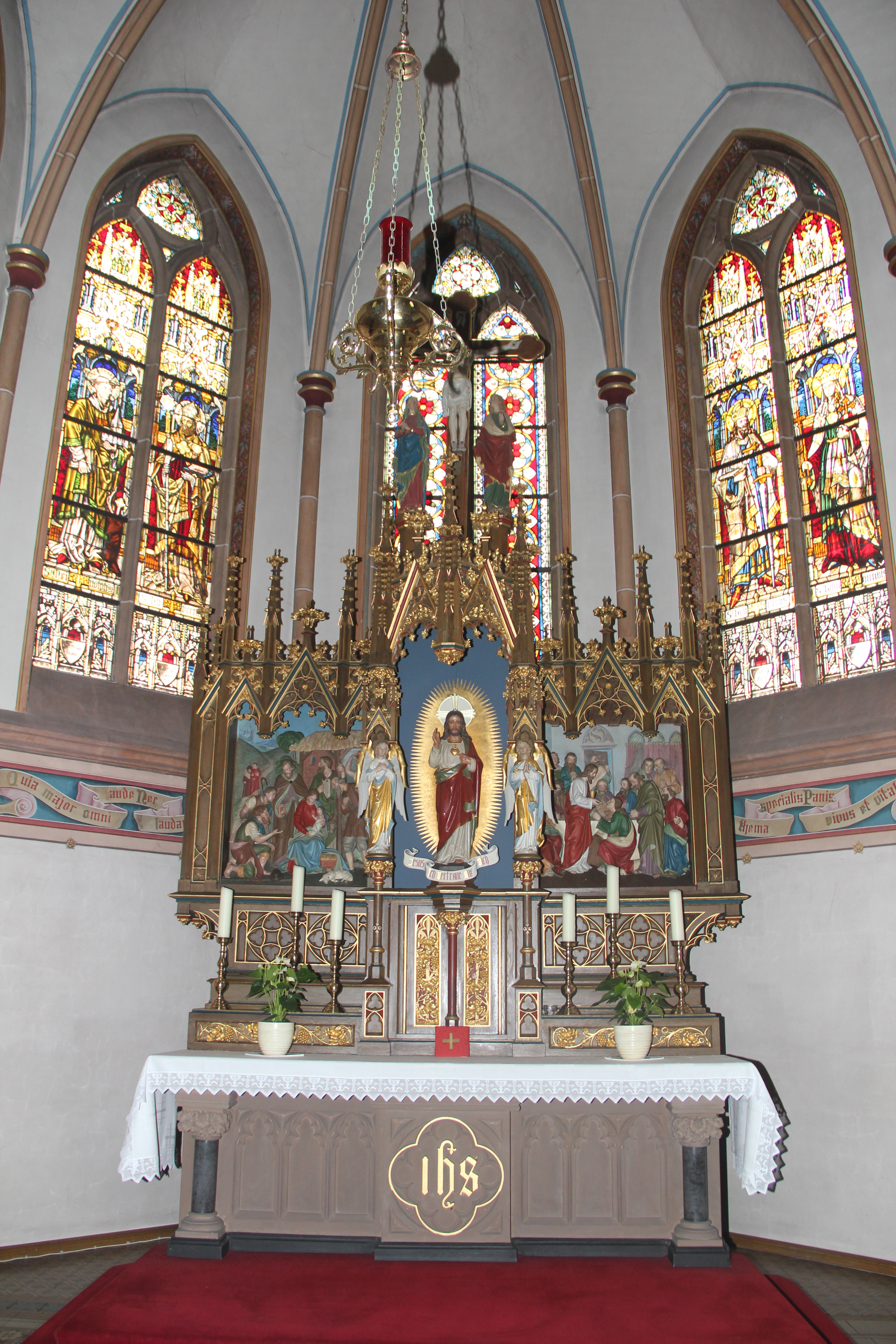
Hoogaltaar in deze kerk